# Леон Козловський
Леон Тадеуш Козловський (пол. Leon Tadeusz Kozłowski; 6 червня 1892, Рембешиці ґміна Малоґощ Єнджейовський повіт Свентокшиське воєводство — 11 травня 1944, Берлін) — польський військовик, вчений-археолог, громадсько-політичний діяч. Прем'єр-міністр Польщі у 1934—1935 роках.

## Життєпис
Народився у селі Рембешиці (пол. Rembieszyce, Келецький повіт) у родині землевласників. Батько — Стефан, мати — його дружина Марія зі Штрасбургерів. Мав брата Томаша Стефана (1896—1946), який втопився, рятуючи дівчину. 1910 року склав матуру у Варшаві. У 1909—1910 роках був членом «Звйонзку Млодзєжи Постемповей». Навчався у Краківському університеті (керівник В. Деметрікевіч), під час навчання був діяльним у пов'язаному з Ю. Пілсудським «Звйонзку Валькі Чинней», товаристві «Promień», «Звйонзку Стшелецькім», в 1912—1913 — у Тюбінгенському (керівник Р. Р. Шмідт, з ним у 1914 році відвідав Крим та Кавказ з метою ознайомлення зі збірками місцевих музеїв) університетах.
Під час першої світової війни служив у І полку уланів Легіонів Польських (1914—1917 рр.). Потім став членом Польської організації Військової. Восени 1917 р. виїхав для продовження студій до Тюбінгену, де 11 серпня 1918 р. захистив докторат. Брав участь у польсько-радянській війні.
Навесні 1920 року габілітувався як доцент «передісторії» Ягеллонського університету. У 1921-39, крім 1931—1935 — професор Львівського університету Яна Казимира.
У 1922 році запросив працювати на посаду асистента Кароля Стояновського. На Федір-горі у Бучачі під час археологічних розкопок у 1922 році Леон Козловський та Кароль Стояновський року знайшли кам'яні долота, тесла зі старанно зашліфованою поверхнею — інвентар, типовий для племен культури лінійно-стрічкової кераміки (6-3 тис. до н. е.). Також проводив розкопки у долині Дністра (Незвисько, Кошилівці).
Після того, як радянські війська захопили Львів у 1939 році, був заарештований і засуджений до смерті. Однак за домовленістю з Владиславом Андерсом був звільнений, вступив в його армію в званні поручника. Восени 1941 року дезертирував і втік до Третього Рейху. Був заочно засуджений до смерті польовим судом армії Андерса.
У польській пресі висловлювали непідтверджені припущення, що Козловський робив спроби сформувати колабораціоністський «уряд» Польщі, які не мали успіху — німці не схильні були відновлювати незалежність Польщі в жодному випадку. Однак німці оцінили його послуги — до кінця життя він одержав німецьку пенсію, мешкав у готелі «Адлон» в Берліні. У 1943 році брав участь в міжнародній комісії, яка розслідувала «Катинський розстріл».
Помер від аневризми серця під час авіанальоту на м. Берлін. Був похований на берлінському цвинтарі собору святої Ядвіґи римо-католицької парафії. Потім перепохований на Повонзковському цвинтарі Варшави.

## Праці
Автор публікацій виданих у 1913—1939 рр., що були предметом доісторичної археології та доісторичної методології дослідження. Серед цих книг були:
- (пол.) Paleolit w Jaksicach nad Wisłą (1913),
- (пол.) Badania archeologiczne na górze Klin w Iwanowicach, pow. Miechowskiego (1917),
- (пол.) Jama mieszkalna na górze Klin w Iwanowicach (pow. Miechowski, gub. Kielecka) (1917),
- (пол.) Cmentarzysko ciałopalne kultury łużyckiej z ceramiką żłobkowaną we wsi Smolice i Nagórki w pow. Łęcz (1920),
- (пол.) Groby megalityczne na wschód od Odry (1921),
- (пол.) Notatki archeologiczne (1922),
- (пол.) Problem etniczny w prehistorii (1922),
- (пол.) Starsza epoka kamienna w Polsce (1922),
- (пол.) Stan i zadania badań nad epoką kamienną w Polsce (1922),
- (пол.) Młodsza epoka kamienna w Polsce (1924),
- (пол.) Stosunek zlodowaceń do wędrówek kultur paleolitycznych i rozwoju cyklów kulturowych w paleolicie Europy (1924),
- (пол.) Problemat rozwoju formy w prehistorji (1926),
- (пол.) Niektóre zagadnienia polskiego neolitu (1927),
- (пол.) Metoda kartograficzna w prehistorji (1928),
- (пол.) Chaty kultury Czechy-Wysocko odkryte w Niezwiskach w pow. horodeńskim (1930),
- (пол.) Zarys pradziejów Polski południowo-wschodniej (1939),
- (пол.) Polska Południowo-Wschodnia (1939).

Крім того, в 1930 р. він видав свою працю щодо Росії і більшовицької революції, а в 1934 р. були опубліковані зібрані виступи Козловського як прем'єр-міністра. У 2001 р. були опубліковані мемуари, написані Козловським (досвід в радянській в'язниці і свобода під час війни в Радянській Росії).

## Нагороди

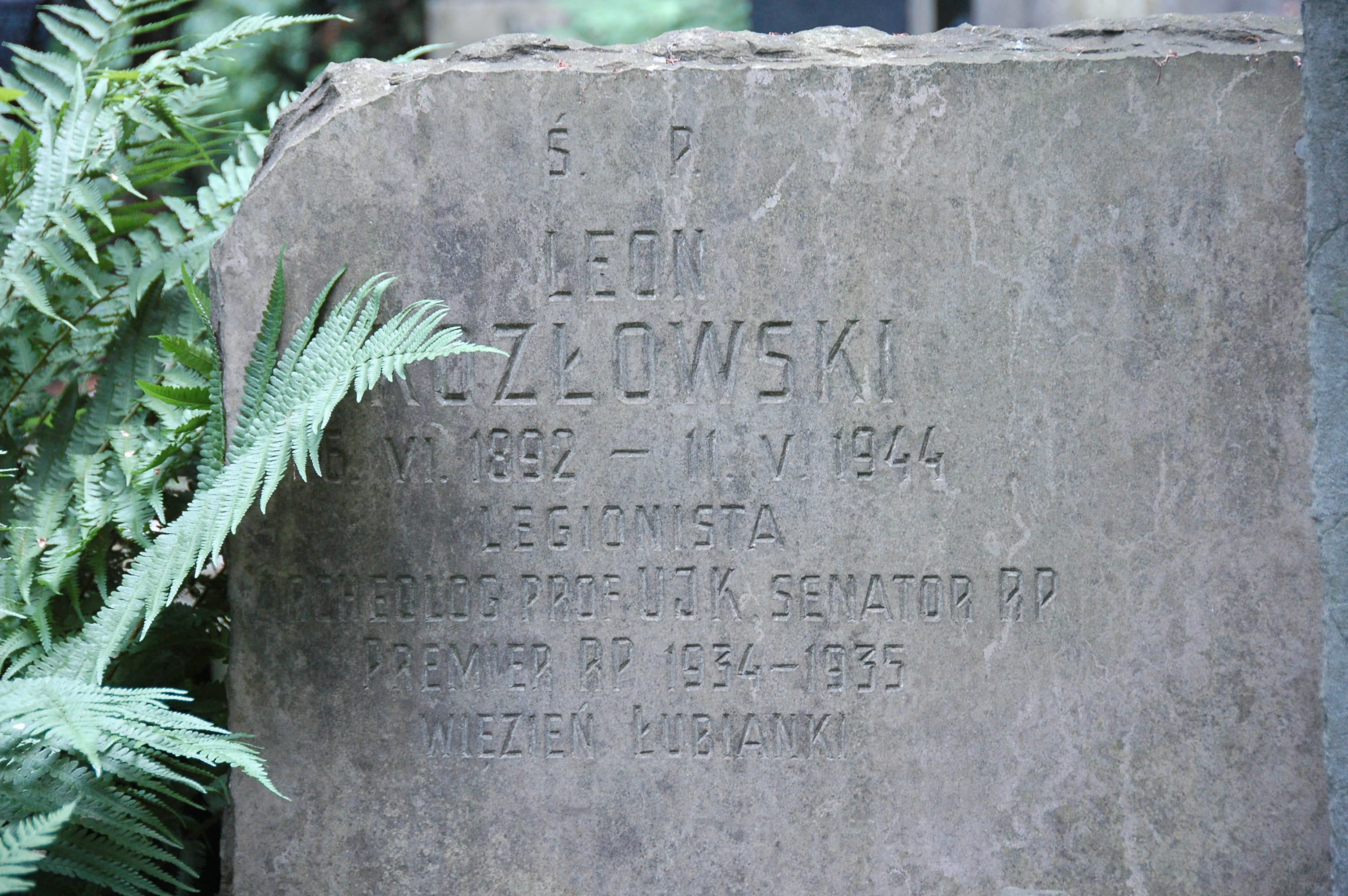
надгробний пам'ятник

- Орден Відродження Польщі (1928 р.)
- Хрест Незалежності
- Хрест Хоробрих
- Золотий Хрест Заслуг
- Хрест Волинських Повстанців
- Пам'ятна медаль за війну 1918—1921
- Орден Заслуг (Угорщина)
- Орден Христа (Португалія, 1934 р.)